# Министерство обороны Ирландии
Министерство обороны Ирландии несет ответственность за сохранение мира и безопасности в Ирландии и за рубежом. Миссия Министерства обороны заключается в удовлетворении потребностей правительства и общественности, обеспечивая соотношение цены и качества гражданской обороны и услуг путём координации и надзора за процессом планирования в чрезвычайных ситуациях. Военный бюджет составил € 1,005 млрд в 2007 году (по оценке) и € 1,354 млрд в 2010 году. Министерство возглавляет министр обороны, которому помогает один государственный министр.

## История
Министерство обороны было создано на первом заседании палаты представителей 21 января 1919 года. На протяжении многих лет роль министерства не менялась. Министерство с 1919 года всегда было известно просто как Министерство обороны, однако в некоторых случаях к нему прикреплялся портфель по морским делам.

## Мандат
- защита государства от вооруженной агрессии
- оказание помощи гражданским властям
- участие в многонациональном поддержании мира, урегулировании кризисов и гуманитарных операциях по оказанию помощи в поддержку Организации Объединенных Наций и под мандатом ООН, в том числе региональных представительств безопасности, уполномоченных ООН
- предоставление услуг рыбоохраны в соответствии с обязательствами государства в качестве члена Европейского союза (прим.: Ирландия как составная часть Великобритании вышла из состава ЕС 31.01/01.02 2020 года).
- другие обязанности, которые могут быть возложены на министерство время от времени, например: поиск и спасение, воздушная служба скорой помощи, воздушное транспортное обслуживание, помощь по случаю стихийного или иного бедствия, оказание помощи в связи с предоставлением основных услуг, помощи в борьбе с загрязнением нефтью в море.

Министерство также несет ответственность за ирландский Красный Крест с 1939 года.